# Царик Юрій Миколайович
Юрій Миколайович Царик (*31 січня, 1938, Чернігів  — †21 жовтня 2014, Суми)  — український письменник, лауреат премії ім. М.Хвильового, Член НСПУ, тележурналіст. Учасник Протестного рух «шістдесятників» у Сумах. Політв'язень СССР.

## Життєпис

### Родина
Народився в родині інженера Царика Миколи Микитовича 1907 р.н. та Марії Никонівни (Шемет).

### Перипетії і творчість

Юрій Царик (ліворуч) та Г. Т. Петров 1962 р

Закінчив філологічний факультет Сумського державного педагогічного інституту. Працював учителем у сільській школі, потім перебрався до Сум, де викладав іноземну мову в педінституті.
Батьки на той час переїхали до села, здавши двокімнатну квартиру державі, а Юрій отримав однокімнатну без зручностей у цегляній двоповерхівці на вулиці Комсомольській 50 (тепер Комсомольска 52). Мебілювати квартиру допомагав Геннадій Петров, надавши списаний редакційний стіл і кілька стільців. У квартирі вечорами збиралася творча інтелігенція: Геннадій Петров, Микола Данько, Віктор Баранкін, Анатолій Семенюта.
Царик з Семенютою на той час стали доволі помітними людьми у громадському житті Сум, їх часто запрошували на концерти, на елітні вечірки комсомольських керівників, де, за словами Царика: «Ми балагурили, дотепно жартували, читали вірші. Були просто розважливими хлопцями». Потім, як припускає Юрій, «можливо стали надто помітними, або щось десь не те сказали», та й квартира на Комсомольській давно стала об'єктом спостереження КДБ, через відвідини «неблагонадійних» таких як Данько, Петров, Затуливітер та ін.

### Ув'язнення
В шістдесятих роках потрапляє під хвилю репресій, здійснюваних владою проти творчих, свободомислячих людей. Разом з ним потрапляє до в'язниці побратим по перу поет Анатолій Семенюта.
| Ми з Толею у ті часи якось політично не визначалися. Звичайні веселі, молоді. Нас часто запрошували на бомондні вечірки, де збиралися еліта тодішнього суспільства: партійні керівники, діти партійних працівників. На таких вечірках ми читали вірші, жартували. Нам здавалося, що нас любили. Доки обидва не ускочили до в’язниці. Толя такого психологічного удару не переніс, на нервовому ґрунті захворів на цукровий діабет. |
За сучасних реалій ту справу, яку «шили» Семенюті та Царику «розвалив» би посередній адвокат. Семенюта познайомив свого приятеля моряка (не одруженого) з приятелькою (теж не одруженою) большевицька Феміда через це інкримінувала «звідництво», а Юрій Царик залишив закоханих ненадовго у квартирі, аби збігати до магазину і цього стало достатньо аби звинуватити у наданні «розпусникам» квартири.
Адвокат переконав Царика, що відсидіти таки доведеться, небагато (рік-два) і Юрій вже внутрішньо змирився з несправедливим вироком, та з'ясувалося, що на цьому неприємності не завершилися. Прямо на суді прокурор оголошує, що підсудному Царику інкримінується ще й зґвалтування і є свідок-жертва.
| Я тоді обомлів. Адже змирився із тим роком-другим, а за таке накинуть ще «десятку». Вже після ув’язнення дізнався, що слідчі десь знайшли дівчину, що працювала у гардеробній театру і на її зміні вкрали дві шапки. Цим її і залякали, мовляв, якщо не скаже, що треба, то «на повну котушку». І ось прокурор надає їй слово, а вона глянула на мене і не стримала сліз. Так і не дала свідчень. (Царик у приватній розмові) |
Відбував у Перехрестівській тюрмі, що в Роменському районі.

| Село Перехрестівка Роменського району, зона за високими стінами і колючим дротом. Там я відбував покарання (за що – знає, мабуть, лише тодішній КДБ) |
Під час ув'язнення Царика морально підтримував Микола Данько:

| Пригадую, працюю у величезному цеху, клепаю металеві ящики на пиво (норма сім за зміну, кожен сто двадцять дві заклепки). "Хе-бе-роба, руки, обличчя - в мазуті. Мені команда: на вихід! Виходжу - і розгублено німаію від несподіванки: бачу білі сорочки, усміхнені, добрі обличчя. Стоять мої друзі, з того іншого, позазагратного світу, - відомі й талановиті українські письменники Микола Данько та Павло Ключина. Перша моя фраза: - Які ви чисті! - а на очах сльози. |
Після ув'язнення Юрія очікують нові поневіряння  — відсутність роботи, без квартири (влада відібрала). Та доля зводить з поетом Миколою Даньком, який посприяв працевлаштуванню до конотопської міськрайонної газети. Там Юрій працює дев'ять років кореспондентом.
Довгі роки творчість Юрія Царика замовчувалася. Лише у 1983 році у харківському видавництві «Прапор» видається перша збірка «Нетипові типи». Відомий український письменник Олег Чорногуз про збірку:
| Мені до душі, що гумор Юрія Царика – це не сміх заради сміху. Він сповнений глибокого життєвого смислу, психологічної іронії, викривальний і не надуманий. |
Однак, незважаючи на високу оцінку творчості Царика видатним майстром слова, наступна збірка «Пісочний годинник» виходе аж через 10 років. Письменник Олександр Вертіль стосовно збірки говорить:
| Твори, зібрані під однією обкладинкою, виявилися доволі несхожими в першу чергу для читача, адже Ю.Царик зробив серйозну заявку як майстер психологічної прози, глибокого філософського світовідтворення, тонкої душевної пастелі… |

### Творчий доробок
За роки творчості, письменник видав вісім книг, як пише сам Ю. Царик:
| Для мене, головне не кількість, а якість, я ніколи не прагнув писати легко і багато, щоб не зраджувати себе, бо чесність і порядність для мене були незрівнянно вищі, ніж відомість і популярність написаного. І я не сподіваюсь на швидкоплинність нинішнього затяжного міжчасся — бездуховного, байдужого і продажного. Воно загострює любов до життя, а значить до творчості. |
- 1983  — «Нетипові типи» (сатира і гумор)

- 1993  — «Пісочний годинник»

- 1998  — «Кладка над прірвою»

- 2000  — «І німий заговорив» (новели, оповідання)

- 2003  — «Рабства світу цього» (притчі)

- 2005  — «Поверніться, літа мої» (спогади, роздуми)

- 2007  — «Запрягайте коні в шори» (новели)

- 2011  — «Спалених душ попелища» (повість).

- 2012  — «Моя рятівна соломинка»

- 2014  — «Прощання без прощання» (збірка поезій, посмертна)

Останні роки життя тяжко хворів. Незадовго до смерті, до нього навідався скульптор Олег Прокопчук, якому Царик зізнався:
| Знаєш, за ці три місяці я написав стільки, скільки не написав за три роки. |